# سكة الخطر
سكة الخطر مسلسل سوداني تم إنتاجه عام 1997م وعرض على تلفزيون السودان.

## القصة
يحكي عن ضـبـة اللص التائب الذي قضى في السجن سنوات من عمره وقرر أن يبدأ حياة جديدة بعيداً عن سكة الخطر التي كان يسلكها، ولكن الأسرة لا تتقبله باعتباره مجرم فيبتعد عن الكل ولكن تطارده المجموعة التي كان معها قبل السجن بقيادة الريس ويتورط بعد ذلك في جريمة قتل فيضطر للهرب بعيداً.

## طاقم العمل
- إخراج : فاروق سليمان
- تأليف : أمين محمد أحمد [3]

## الممثلون
- حاكم سلمان : ضَـبـَّـة
- عبد الحكيم الطاهر : الريس
- سيد عبد الله صوصل : كرناف
- سمؤل حسن : عرقلة
- طارق علي : عادل
- أميرة علي : رشا
- سلوى درويش : هدى
- عوض صديق : عباس
- سمية عبداللطيف : امنة
- فتحية محمد أحمد : مريم
- عبدالفتاح محمد : عوض
- محمد خيري أحمد : حاج يوسف
- بلقيس عوض : فتحية
- رابحة محمد محمود : حليمة
- عبدالعزيز جلال : الحاج
- يس عبد القادر : أبو النخيل
- سميرة احمد سعد : النخيل
- عبد الحليم محمد ابراهيم
- عبدالوهاب محمد احمد : عبيد
- احمد عبد الكريم : سعد
- عثمان رمضان : زندية
- عماد فقيري : حمدان بعشوم
- محمد شريف علي : ود الحفيان
- سعاد محمد الحسن : الحاجة
- هويدا حسين : سيده
- صديق صالح : بشارة
- النجاشي صلاح الدين : ربيع
- عبد العظيم قمش : اوهاج
- صالح عبد القادر : ادريس
- السر محجوب : سعدالله
- عبدالرحمن محمد عبدالرحمن : القاضي
- عثمان احمد ادريس : حامد
- عبدالرحيم محمد سعيد : وكيل النيابة
- محمد جمال الدين
- يس صلاح الدين :الطفل أحمد
- خالد القاسم الجاك : هارون
- عيسى موسى : اسحق